# Club Tennis Barcino
El Club Tennis Barcino és un club esportiu de Barcelona situat al barri del Putxet-Farró, a la plaça de Narcisa Freixas, 2-3. És un dels més antics i amb més tradició de Barcelona. Té uns 3.000 socis i els seus jugadors estan presents en moltes competicions, tant nacionals com internacionals. Es va fundar l'any 1928. El nom prové del nom llatí de Barcelona, Bàrcino.

## Història
El Club es va crear l'any 1928, i fins al 1953 va ser la seva primera època: l'etapa dels inicis, de la fundació i construcció de les instal·lacions. Els veterans anomenen aquesta etapa amb el nom del Carrer d'Alfons XII.
Va ser al segon any de vida del Club que va començar a jugar-s'hi el tennis, ja que les pistes estaven abandonades i sense cuidar. Però a partir d'aquell moment els socis van col·laborar i fins i tot ells mateixos compraven les pilotes per poder jugar. L'any 1936, quan ja havia esclatat la guerra civil, el club va passar per moments difícils, principalment pel descens dels ingressos de les quotes dels socis. Llorens Avelló va participar en la junta directiva durant aquella època i va arribar un moment que es trobava sol a la junta, i ell sol va haver de fer front a la possible desaparició del Club. Així que ell va ser qui va ajudar a mantenir-lo en els pitjors moments.
La segona etapa, que va des del 1953 al 1978, va ser la de màxim creixement per l'entitat, on es va desenvolupar com a poliesportiva. Això, junt amb els primers grans èxits esportius van començar a fer gran el Club. Des d'aquest any fins al 2003 va ser l'època de l'adaptació als nous temps, on hi ha hagut una modernització de les instal·lacions i una ampliació dels èxits esportius. A més, es va celebrar el 75è aniversari de l'entitat. Durant aquests últims temps fins ara el Club s'ha mantingut i segueix sense canviar.

## Activitats
A les instal·lacions del Club Tennis Barcino es practiquen esports diversos: des de tennis, hoquei, pàdel i natació fins a fitness. A més d'aquests esports principals l'espai permet també la pràctica de futbol sala, tennis taula, esquaix i frontó, entre d'altres.

## Instal·lacions
Les instal·lacions del club són molt àmplies i permeten gaudir d'un entorn agradable, envoltat d'espais verds i jardins que donen la sensació d'estar fora de la ciutat. Al club hi ha vestidors, sauna, bany de vapor, jacuzzi i servei de fisioteràpia, cafeteria, restaurant, perruqueries i botiga.